# Mario Taborelli
Mario Alberto Taborelli (Faloppio, 28 maggio 1952) è un politico italiano.
Esponente di Forza Italia, approdò alla Camera in occasione delle elezioni politiche del 1996, quando fu eletto con il Polo per le Libertà nel collegio di Olgiate Comasco; fu riconfermato alle politiche del 2001, nelle liste della Casa delle Libertà.
Ricandidato alle politiche del 2006, nelle liste di Forza Italia (circoscrizione Lombardia 2), non fu rieletto.